# Payssous
Payssous (em occitano:  Paishons) é uma comuna francesa na região administrativa da Occitânia, no departamento do Alto Garona. Estende-se por uma área de 4.08 km², com 89 habitantes, segundo o censo de 2018, com uma densidade de 22 hab/km².